# Ago Markvardt
Ago Markvardt (ur. 11 sierpnia 1969 w Elva) – estoński narciarz uprawiający kombinację norweską reprezentujący także Związek Radziecki, trzykrotny medalista mistrzostw świata juniorów.

## Kariera
Po raz pierwszy na arenie międzynarodowej Ago Markvardt pojawił się w 1988 roku podczas mistrzostw świata juniorów w Saalfelden am Steinernen Meer, gdzie wspólnie z kolegami wywalczył brązowy medal w zawodach drużynowych. Rok później, na mistrzostwach świata juniorów w Vang wywalczył brązowe medale zarówno indywidualnie jak i drużynowo. Równocześnie zadebiutował w Pucharze Świata, zajmując 14 stycznia 1989 roku w Reit im Winkl 31. miejsce w zawodach metodą Gundersena. Pierwsze punkty zdobył 15 grudnia 1990 roku w Trondheim, gdzie był trzynasty w Gundersenie. Najlepsze wyniki w PŚ osiągnął w sezonie 1993/1994, który ukończył na siedemnastej pozycji. Nigdy nie stał na podium zawodów pucharowych, najlepszy wynik osiągając 22 stycznia 1994 roku w Trondheim i 2 marca 1996 roku w Lahti, gdzie zajmował ósme miejsce.
Markvardt startował także w zawodach Pucharu Świata B. W konkursach tego cyklu pięciokrotnie stawał na podium, w tym 7 stycznia w Oberhofie i 10 lutego 1996 roku w Schonach zwyciężał w Gundersenie. W klasyfikacji generalnej najlepiej wypadł w sezonie 1995/1996, kiedy czterokrotnie zajmował miejsca na podium.
Pierwszą imprezą w kategorii seniorów w jego karierze były mistrzostwa świata w Val di Fiemme w 1991 roku. Wraz z kolegami zajął ósme miejsce w sztafecie, a indywidualnie uplasował się na 31. pozycji. Najlepszy indywidualny wynik w zawodach tego cyklu osiągnął na mistrzostwach świata w Trondheim w 1997 roku zajmując czwarte miejsce. W walce o brązowy medal lepszy o nieco ponad 17 sekund był Francuz Fabrice Guy. Estończyk startował także na igrzyskach olimpijskich w Albertville w 1992 roku, gdzie w sztafecie był dziewiąty, a w Gundersenie zajął 23. miejsce. Najbliżej medalu był podczas igrzysk olimpijskich w Lillehammer w 1994 roku, gdzie w drużynie Estończycy zajęli czwarte miejsce, a indywidualnie Markvardt był piąty, chociaż po skokach zajmował drugą pozycję do biegu przystępując ze stratą 23 sekund do Freda Børre Lundberga z Norwegii. Na mecie do brązowego medalisty, kolejnego Norwega, Bjarte Engena Vika stracił blisko półtorej minuty. Wystartował także na igrzyskach olimpijskich w Nagano w 1998 roku jednak w sztafecie był jedenasty, a zawodów indywidualnych nie ukończył. W 1998 roku zakończył karierę.

## Osiągnięcia

### Igrzyska olimpijskie
| Miejsce | Dzień     | Rok  | Miejscowość | Konkurencja             | Wynik zwycięzcy | Strata   | Zwycięzca           |
| ------- | --------- | ---- | ----------- | ----------------------- | --------------- | -------- | ------------------- |
| 23.     | 12 lutego | 1992 | Albertville | Gundersen K-90/15 km    | 44:28,1         | +5:10,5  | Fabrice Guy         |
| 9.      | 17 lutego | 1992 | Albertville | Sztafeta K-90/3 × 10 km | 1:23:36,6       | +9:40,4  | Japonia             |
| 5.      | 19 lutego | 1994 | Lillehammer | Gundersen K-90/15 km    | 39:07,9         | +2:41,9  | Fred Børre Lundberg |
| 4.      | 24 lutego | 1994 | Lillehammer | Sztafeta K-90/3 × 10 km | 1:22:51,8       | +10:15,6 | Japonia             |
| DNF     | 14 lutego | 1998 | Nagano      | Gundersen K-90/15 km    | 41:21,1         | -        | Bjarte Engen Vik    |
| 11.     | 20 lutego | 1998 | Nagano      | Sztafeta K-90/4 × 5 km  | 54:11,5         | +9:21,4  | Norwegia            |

### Mistrzostwa świata
| Miejsce | Dzień     | Rok  | Miejscowość   | Konkurencja             | Wynik zwycięzcy | Strata   | Zwycięzca           |
| ------- | --------- | ---- | ------------- | ----------------------- | --------------- | -------- | ------------------- |
| 31.     | 7 lutego  | 1991 | Val di Fiemme | Gundersen K-90/15 km    | 41:00,6         | +6.29,0  | Fred Børre Lundberg |
| 8.      | 8 lutego  | 1991 | Val di Fiemme | Sztafeta K-90/3 × 10 km | 1:21:22,5       | +6.17,4  | Austria             |
| DNF     | 19 lutego | 1993 | Falun         | Gundersen K-90/15 km    | 46.47,5         | -        | Kenji Ogiwara       |
| 9.      | 25 lutego | 1993 | Falun         | Sztafeta K-90/3 × 10 km | 1:19:25,7       | +17.07,2 | Japonia             |
| DNF     | 22 lutego | 1995 | Thunder Bay   | Gundersen K-90/15 km    | 41:16,9         | -        | Fred Børre Lundberg |
| 10.     | 15 marca  | 1995 | Thunder Bay   | Sztafeta K-90/4 × 5 km  | 56.20,2         | +14.08,2 | Japonia             |
| 4.      | 22 lutego | 1997 | Trondheim     | Gundersen K-90/15 km    | 43:43,1         | +1.27,7  | Kenji Ogiwara       |
| 11.     | 23 lutego | 1997 | Trondheim     | Sztafeta K-90/4 × 5 km  | 52:18,0         | +5.57,2  | Norwegia            |

### Mistrzostwa świata juniorów
| Miejsce | Dzień    | Rok  | Miejscowość | Konkurencja             | Wynik zwycięzcy | Strata | Zwycięzca         |
| ------- | -------- | ---- | ----------- | ----------------------- | --------------- | ------ | ----------------- |
| 3.      | 2 lutego | 1988 | Saalfelden  | Sztafeta K-90/3 × 10 km | ?               | ?      | Norwegia          |
| 3.      | 17 marca | 1989 | Vang        | Gundersen K-90/15 km    | ?               | ?      | Trond Einar Elden |
| 3.      | 18 marca | 1989 | Vang        | Sztafeta K-90/3 × 10 km | ?               | ?      | Norwegia          |

### Puchar Świata

#### Miejsca w klasyfikacji generalnej
- sezon 1990/1991: 32.
- sezon 1991/1992: 30.
- sezon 1993/1994: 17.
- sezon 1994/1995: 55.
- sezon 1995/1996: 34.
- sezon 1996/1997: 47.
- sezon 1997/1998: 64.

#### Miejsca na podium chronologicznie
Markvardt nigdy nie stał na podium indywidualnych zawodów Pucharu Świata.

### Puchar Kontynentalny

#### Miejsca w klasyfikacji generalnej
- sezon 1994/1995: 54.
- sezon 1997/1998: 51.

#### Miejsca na podium chronologicznie
| Nr | Data            | Miejscowość            | Konkurencja          | Pozycja | Zwycięzca        |
| -- | --------------- | ---------------------- | -------------------- | ------- | ---------------- |
| 1. | 7 stycznia 1996 | Oberhof                | Gundersen K90/15 km  | 1.      | -                |
| 2. | 7 lutego 1996   | Hinterzarten           | Gundersen K90/15 km  | 2.      | Christoph Bieler |
| 3. | 10 lutego 1996  | Schonach               | Gundersen K90/15 km  | 1.      | -                |
| 4. | 14 lutego 1996  | Garmisch-Partenkirchen | Gundersen K115/15 km | 3.      | Tōru Bandai      |
| 5. | 4 stycznia 1997 | Klingenthal            | Gundersen K80/15 km  | 3.      | Futoshi Ōtake    |